# Lobelia fervens
Lobelia fervens là loài thực vật có hoa trong họ Hoa chuông. Loài này được Thunb. mô tả khoa học đầu tiên năm 1823.